# Касња
Касња (рус. Касня) јесте река у европском делу Русије која протиче преко територија Смоленске области и десна је притока реке Вазузе (део басена реке Волге и Каспијског језера). Протиче преко територија Вјаземског, Новодугиншког и Сичјовског рејона.
Извире у источним деловима Вјаземског побрђа, на око 5 km северно од села Ново Село у Вјаземском рејону, тече ка северу, и након 107 km тока улива се у реку Вазузу (на 62. километру од њеног ушћа у Волгу) код села Соколино у Сичјовском рејону. Укупна површина сливног подручја је 1.480 km².
Градњом вештачког Вазуског језера знатно је проширено ушће реке Касње, а обале у доњим деловима тока знатно замочварене.